# Grecia all'Eurovision Song Contest
La Grecia ha partecipato per la prima volta all'Eurovision Song Contest in occasione dell'edizione del 1974. A partire dagli anni 2000, il Paese ha collezionato tre terzi posti (2001, 2004 e 2008) e un primo posto, nel 2005. L'edizione del 2006 che si è svolta ad Atene è stata rappresentata dalla cantante greco-cipriota Anna Vissi, che ha difeso il paese ellenico arrivando in nona posizione nella serata finale.
Dal 2004 al 2011, la Grecia si è sempre classificata fra i primi 10 in classifica. Ha mancato la finale tre volte: nel 2016, nel 2018 e nel 2023.
Essendo, oltre a Cipro, l'unico paese di lingua greca, in quasi tutte le edizioni la Grecia ha assegnato i 12 punti alla rappresentanza cipriota, che per altro ha quasi sempre fatto lo stesso nei confronti del paese ellenico, il quale ha spesso nominato cantanti ciprioti in propria rappresentanza, come Eleutheria Eleutheriou, Sarbel e la già citata Anna Vissi.

## Partecipazioni
- Primo posto
- Secondo posto
- Terzo posto
- Ultimo posto

| Anno                                    | Artista                               | Canzone                              | Lingua                  | Posizione           | Posizione           | Posizione                | Posizione                |
| Anno                                    | Artista                               | Canzone                              | Lingua                  | Finale              | Punti               | Semi                     | Punti                    |
| --------------------------------------- | ------------------------------------- | ------------------------------------ | ----------------------- | ------------------- | ------------------- | ------------------------ | ------------------------ |
| 1974                                    | Marinella                             | Krasi, thalassa kai t' agori mou     | Greco                   | 11º                 | 7                   | Niente semifinali        | Niente semifinali        |
| Nessuna partecipazione nel 1975         |                                       |                                      |                         |                     |                     | Niente semifinali        | Niente semifinali        |
| 1976                                    | Mariza Koch                           | Panagia mou, Panagia mou             | Greco                   | 13º                 | 20                  | Niente semifinali        | Niente semifinali        |
| 1977                                    | Paschalīs, Marianna, Robert & Bessy   | Mathīma solfez                       | Greco                   | 5º                  | 92                  | Niente semifinali        | Niente semifinali        |
| 1978                                    | Tania Tsanaklidou                     | Charlie Chaplin                      | Greco                   | 8º                  | 66                  | Niente semifinali        | Niente semifinali        |
| 1979                                    | Elpida                                | Sōkratīs                             | Greco                   | 8º                  | 69                  | Niente semifinali        | Niente semifinali        |
| 1980                                    | Anna Vissi                            | Autostop                             | Greco                   | 13º                 | 30                  | Niente semifinali        | Niente semifinali        |
| 1981                                    | Giannīs Dīmītras                      | Feggari kalokairino                  | Greco                   | 8º                  | 55                  | Niente semifinali        | Niente semifinali        |
| 1982                                    | Themīs Adamantidīs                    | Sarantapente kopelies                | Greco                   | Ritirata            | Ritirata            | Niente semifinali        | Niente semifinali        |
| 1983                                    | Kristi Stassinopoulou                 | Mou les                              | Greco                   | 14º                 | 32                  | Niente semifinali        | Niente semifinali        |
| Nessuna partecipazione nel 1984         |                                       |                                      |                         |                     |                     | Niente semifinali        | Niente semifinali        |
| 1985                                    | Takīs Biniarīs                        | Miazoume                             | Greco                   | 16º                 | 15                  | Niente semifinali        | Niente semifinali        |
| 1986                                    | Pōlina Misaīlidou                     | Wagon-lit                            | Greco                   | Ritirata            | Ritirata            | Niente semifinali        | Niente semifinali        |
| 1987                                    | Bang                                  | Stop                                 | Greco                   | 10º                 | 64                  | Niente semifinali        | Niente semifinali        |
| 1988                                    | Afroditī Fryda                        | Clown                                | Greco                   | 17º                 | 10                  | Niente semifinali        | Niente semifinali        |
| 1989                                    | Marianna                              | To diko sou asteri                   | Greco                   | 9º                  | 56                  | Niente semifinali        | Niente semifinali        |
| 1990                                    | Christos Callow                       | Chōrīs skopo                         | Greco                   | 19º                 | 11                  | Niente semifinali        | Niente semifinali        |
| 1991                                    | Sofia Vossou                          | Ī anoixī                             | Greco                   | 13º                 | 36                  | Niente semifinali        | Niente semifinali        |
| 1992                                    | Kleopatra                             | Olou tou kosmou ī Elpida             | Greco                   | 5º                  | 94                  | Niente semifinali        | Niente semifinali        |
| 1993                                    | Kaitī Garbī                           | Ellada, chōra tou fōtos              | Greco                   | 9º                  | 64                  | Niente semifinali        | Niente semifinali        |
| 1994                                    | Kōstas Bigalīs & The Sea Lovers       | Diri diri (To trechadīri)            | Greco                   | 14º                 | 44                  | Niente semifinali        | Niente semifinali        |
| 1995                                    | Elina Kōnstantopoulou                 | Poia prosevchī                       | Greco                   | 12º                 | 68                  | Niente semifinali        | Niente semifinali        |
| 1996                                    | Marianna Efstratiou                   | Emeis forame to cheimōna anoixiatika | Greco                   | 14º                 | 36                  | 12º                      | 45                       |
| 1997                                    | Marianna Zorba                        | Chorepse                             | Greco                   | 12º                 | 39                  | Niente semifinali        | Niente semifinali        |
| 1998                                    | Thalassa                              | Mia kryfī evaisthīsia                | Greco                   | 20º                 | 12                  | Niente semifinali        | Niente semifinali        |
| Nessuna partecipazione dal 1999 al 2000 |                                       |                                      |                         |                     |                     | Niente semifinali        | Niente semifinali        |
| 2001                                    | Antique                               | (I Would) Die for You                | Inglese, greco          | 3º                  | 147                 | Niente semifinali        | Niente semifinali        |
| 2002                                    | Michalīs Rakintzīs                    | S.A.G.A.P.O.                         | Inglese                 | 17º                 | 27                  | Niente semifinali        | Niente semifinali        |
| 2003                                    | Mando                                 | Never Let You Go                     | Inglese                 | 17º                 | 25                  | Niente semifinali        | Niente semifinali        |
| 2004                                    | Sakīs Rouvas                          | Shake It                             | Inglese                 | 3º                  | 252                 | 3º                       | 238                      |
| 2005                                    | Helena Paparizou                      | My Number One                        | Inglese                 | 1º                  | 230                 | Top 12 l'anno precedente | Top 12 l'anno precedente |
| 2006                                    | Anna Vissi                            | Everything                           | Inglese                 | 9º                  | 128                 | Paese ospitante          | Paese ospitante          |
| 2007                                    | Sarbel                                | Yassou Maria                         | Inglese                 | 7º                  | 139                 | Top 10 l'anno precedente | Top 10 l'anno precedente |
| 2008                                    | Kalomira                              | Secret Combination                   | Inglese                 | 3º                  | 218                 | 1º                       | 156                      |
| 2009                                    | Sakīs Rouvas                          | This Is Our Night                    | Inglese                 | 7º                  | 120                 | 4º                       | 110                      |
| 2010                                    | Giōrgos Alkaios & Friends             | OPA!                                 | Greco                   | 8º                  | 140                 | 2º                       | 133                      |
| 2011                                    | Loukas Giōrkas feat. Stereo Mike      | Watch My Dance                       | Greco, inglese          | 7º                  | 120                 | 1º                       | 133                      |
| 2012                                    | Eleutheria Eleutheriou                | Aphrodisiac                          | Inglese                 | 17º                 | 64                  | 4º                       | 116                      |
| 2013                                    | Koza Mostra feat. Agathōnas Iakovidīs | Alcohol Is Free                      | Greco, inglese          | 6º                  | 152                 | 2º                       | 121                      |
| 2014                                    | Freaky Fortune feat. RiskyKidd        | Rise Up                              | Inglese                 | 20º                 | 35                  | 7º                       | 74                       |
| 2015                                    | Maria Elena Kyriakou                  | One Last Breath                      | Inglese                 | 19º                 | 23                  | 6º                       | 81                       |
| 2016                                    | Argo                                  | Utopian Land                         | Greco, inglese, pontico | Non qualificata     | Non qualificata     | 16º                      | 44                       |
| 2017                                    | Demy                                  | This Is Love                         | Inglese                 | 19º                 | 77                  | 10º                      | 115                      |
| 2018                                    | Yianna Terzī                          | Oneiro mou                           | Greco                   | Non qualificata     | Non qualificata     | 14º                      | 81                       |
| 2019                                    | Katerine Duska                        | Better Love                          | Inglese                 | 21º                 | 74                  | 5º                       | 185                      |
| 2020                                    | Stefania                              | Superg!rl                            | Inglese                 | Edizione cancellata | Edizione cancellata | Edizione cancellata      | Edizione cancellata      |
| 2021                                    | Stefania                              | Last Dance                           | Inglese                 | 10º                 | 170                 | 6º                       | 184                      |
| 2022                                    | Amanda Geōrgiadī Tenfjord             | Die Together                         | Inglese                 | 8º                  | 215                 | 3º                       | 211                      |
| 2023                                    | Victor Vernicos                       | What They Say                        | Inglese                 | Non qualificata     | Non qualificata     | 13º                      | 14                       |
| 2024                                    | Marina Satti                          | Zari                                 | Greco                   | 11º                 | 126                 | 5º                       | 86                       |
| 2025                                    | Klavdia                               | Asteromata                           | Greco                   | 6º                  | 231                 | 4º                       | 112                      |

Note:
- Il brano Krasi, thalassa kai t' agori mou contiene una frase in greco antico.
- Il brano Opa contiene una frase in inglese.
- Se un paese vince l'edizione precedente, non deve competere nelle semifinali nell'edizione successiva. Inoltre, dal 2004 al 2007, i primi dieci paesi che non erano membri dei Big 4 non dovevano competere nelle semifinali nell'edizione successiva. Se, ad esempio, Germania e Francia si collocavano tra i primi dieci, i paesi che si erano piazzati all'11º e al 12º posto avanzavano alla serata finale dell'edizione successiva insieme al resto della top 10.

## Statistiche di voto
Fino al 2025, le statistiche di voto della Grecia sono:
| # | Stato   | Punti |
| - | ------- | ----- |
| 1 | Cipro   | 369   |
| 2 | Francia | 197   |
| 3 | Spagna  | 158   |
| 4 | Italia  | 151   |
| 5 | Albania | 116   |

| # | Stato       | Punti |
| - | ----------- | ----- |
| 1 | Cipro       | 437   |
| 2 | Albania     | 184   |
| 3 | Spagna      | 132   |
| 4 | Regno Unito | 128   |
| 5 | Francia     | 126   |

| # | Stato   | Punti |
| - | ------- | ----- |
| 1 | Cipro   | 522   |
| 2 | Albania | 289   |
| 3 | Armenia | 206   |
| 4 | Francia | 197   |
| 5 | Russia  | 174   |

| # | Stato   | Punti |
| - | ------- | ----- |
| 1 | Cipro   | 568   |
| 2 | Albania | 331   |
| 3 | Armenia | 217   |
| 4 | Spagna  | 210   |
| 5 | Francia | 183   |

## Altri premi ricevuti

### Marcel Bezençon Award
I Marcel Bezençon Awards sono stati assegnati per la prima volta durante l'Eurovision Song Contest 2002 a Tallinn, in Estonia, in onore delle migliori canzoni in competizione nella finale. Fondato da Christer Björkman (rappresentante della Svezia nell'Eurovision Song Contest del 1992 e capo della delegazione per la Svezia fino al 2021) e Richard Herrey (membro del gruppo Herreys e vincitore dalla Svezia nell'Eurovision Song Contest 1984), i premi prendono il nome del creatore del concorso, Marcel Bezençon.
I premi sono suddivisi in 3 categorie:
- Press Award: Per la miglior voce che viene votata dalla stampa durante l'evento.
- Artistic Award: Per il miglior artista, votato fino al 2009 dai vincitori delle scorse edizioni. A partire dal 2010 viene votato dai commentatori.
- Composer Award: Per la miglior composizione musicale che viene votata da una giuria di compositori.

| Anno | Categoria      | Artista          | Canzone       | Compositore                       |
| ---- | -------------- | ---------------- | ------------- | --------------------------------- |
| 2005 | Artistic Award | Helena Paparizou | My Number One | Manos Psaltakis, Natalia Germanou |

### Barbara Dex Award
Il Barbara Dex Award è un riconoscimento non ufficiale con il quale viene premiato l'artista peggio vestito all'Eurovision Song Contest. Prende il nome dall'omonima artista belga che nell'edizione del 1993 si è presentata con un abito che lei stessa aveva confezionato e che aveva attirato l'attenzione negativa dei commentatori e del pubblico.
| Anno | Categoria         | Artista            | Canzone     | Compositore        |
| ---- | ----------------- | ------------------ | ----------- | ------------------ |
| 2002 | Barbara Dex Award | Michalīs Rakintzīs | S.A.G.A.P.O | Michalis Rakintzis |

## Città ospitanti
| Anno | Città | Luogo                | Presentatori                  |
| ---- | ----- | -------------------- | ----------------------------- |
| 2006 | Atene | Olympic Indoor Arena | Maria Menounos e Sakīs Rouvas |